# Julie Kavnerová
Julie Kavnerová (* 7. září 1950 Los Angeles) je americká herečka, známá především díky roli Marge Simpsonové v animovaném seriálu Simpsonovi. Poprvé na sebe upozornila rolí Brendy Morgensternové, mladší sestry titulní postavy Valerie Harperové v sitcomu Rhoda, za kterou získala cenu Primetime Emmy za vynikající vedlejší ženský herecký výkon v komediálním seriálu. V seriálu Simpsonovi namluvila i další postavy, včetně Marginy matky Jacqueline Bouvierové a sester Patty a Selmy Bouvierových.
Kavnerová, známá svou improvizací a charakteristickým „medovým štěrkovým hlasem“, byla v roce 1974 obsazena do své první profesionální herecké role Brendy Morgensternové v seriálu Rhoda. Od roku 1987 se Kavnerová začala objevovat v pořadu The Tracey Ullman Show. Součástí pořadu byla série krátkých animovaných filmů o dysfunkční rodině. Pro tyto skeče byly potřeba hlasy a producenti požádali Kavnerovou, aby namluvila Marge. Z těchto krátkých skečů vznikl seriál Simpsonovi.
Kavnerová byla popsána jako „téměř samotářská“; část její smlouvy říká, že nikdy nebude muset propagovat Simpsonovy na videu. Za svou práci jako Marge získala Kavnerová v roce 1992 další cenu Primetime Emmy za vynikající hlasový výkon a nominaci na cenu Annie za výkon v Simpsonových ve filmu.
Kavnerová byla obvykle obsazována do rolí „žen, jež jsou podpůrné, sympatické nebo sebeironizující, vtipné“, ale takové role začala nerada hrát. V roce 1992 si zahrála ve filmu This Is My Life, což byla její první hlavní role v celovečerním filmu. Kavnerová se objevila také v hraných rolích v šesti filmech Woodyho Allena a v komedii Adama Sandlera Klik – život na dálkové ovládání.

## Raný život
Kavnerová se narodila 7. září 1950 v Los Angeles v Kalifornii jako druhá dcera rodinné poradkyně Rose a výrobce nábytku Davida Kavnera a vyrůstala v jižní Kalifornii. Rozhodla se pro hereckou kariéru, protože „nic jiného jsem nechtěla dělat, nikdy“. Navštěvovala střední školu v Beverly Hills (kterou, jak později přiznala, nenáviděla), kde byla „něco jako samotářka“, a neúspěšně se pokoušela o účast v několika divadelních hrách. John Ingle, někdejší předseda uměleckého oddělení střední školy v Beverly Hills, později poznamenal, že Kavnerová byla „vynikající v improvizaci, ale nebyla to žádná ingénue a v tom věku nebyla tak obsaditelná“.
Po absolvování střední školy Kavnerová navštěvovala Státní univerzitu v San Diegu, kde vystudovala herectví a byla obsazena do několika inscenací, včetně role Charlotte Cordayové ve hře Marat/Sade, a stala se známou pro svou improvizaci a schopnost hrát komedii i drama. Po ukončení studia v roce 1971 získala denní práci jako písařka na Škole umění a architektury Kalifornské univerzity v Los Angeles.

## Kariéra

### Raná kariéra
V roce 1973 se Kavnerová zúčastnila konkurzu na roli jedné ze sester Rhody Morgensternové v seriálu The Mary Tyler Moore Show. Producent pořadu David Davis ji přesvědčil, aby se o roli ucházela, ale rozhodl se místo ní obsadit jinou herečku. I rok později se Rhoda Morgensternová stala hlavní postavou ve spin-offu s názvem Rhoda. Kavnerová byla obsazena do své první profesionální herecké role Brendy Morgensternové, sestry titulní postavy. Rhoda běžela na CBS od 9. září 1974 do prosince 1978. Za roli Brendy získala čtyři nominace na cenu Primetime Emmy za vynikající pokračující výkon herečky ve vedlejší roli v komediálním seriálu, kterou v roce 1978 získala. Byla rovněž čtyřikrát nominována na Zlatý glóbus. V roce 1975 získala nominaci na cenu Daytime Emmy za hlavní roli v seriálu The Girl Who Couldn't Lose.
Po seriálu Rhoda Kavnerová hostovala v seriálu Taxi a objevila se v komedii Trpká pilulka z roku 1985 a ve filmu Vzdávám se z roku 1987, které byly výdělečně neúspěšné. Hrála v televizních filmech Revenge of the Stepford Wives, No Other Love and A Fine Romance a natočila televizní pilotní film. Zahrála si také v několika divadelních hrách, mimo jiné ve hře It Had to Be You v Kanadě, ve hře Particular Friendships v New Yorku v roce 1981 a ve hře Two for the Seesaw, kterou režíroval Burt Reynolds. Woody Allen Kavnerovou poprvé spatřil jednoho večera při sledování seriálu Rhoda v 70. letech. Zdála se mu pozoruhodná a později jí nabídl roli ve svém filmu Hana a její sestry z roku 1986. Kavnerová souhlasila a Allenovi a filmu přičítá zásluhu na omlazení své kariéry.
Kavnerová pak byla obsazena do vedlejší role v The Tracey Ullman Show, která debutovala na stanici Fox v roce 1987. Kavnerová popsala tento pořad jako „jako návrat do školy, šanci hrát širokou škálu postav, některé opravdu zlomyslné lidi, neusnout na vavřínech, nehrát to na jistotu“. Kavnerová to komentovala slovy: „To, co dělám, není mimikry nebo napodobování, ale spíše asimilace. Hodně jsme se dívali na lidi, abychom zjistili, na kom založit naše postavy. Dělali jsme si domácí úkoly během polední pauzy.“. Získala čtyři nominace na cenu Primetime Emmy za nejlepší individuální výkon ve varietním nebo hudebním programu.

### Simpsonovi
Kavnerová se proslavila především rolí Marge Simpsonové v animovaném seriálu Simpsonovi. Součástí pořadu The Tracey Ullman Show byla série skečů Simpsonových. Pro ně bylo zapotřebí hlasů, a tak se producenti rozhodli požádat Kavnerovou a jejího kolegu Dana Castellanetu, aby namluvili Marge a Homera, místo aby najali další herce. Kavnerová má hlas, který Hilary de Vries z The New York Times popsala jako „medový štěrkový hlas“. Kavnerová říká, že její hlas je způsoben „boulí na (jejích) hlasivkách“.
Ačkoli je Marge její nejvýznamnější postavou v seriálu, Kavnerová nejraději namluvila Marginy sestry Patty a Selmu Bouvierovy, protože „jsou opravdu vtipné a smutné zároveň“. Tvůrce seriálu Matt Groening Kavnerovou instruoval, aby duo namluvila jako postavy, které „ze všeho vysávají život“. Obě mají podobný chraplavý hlas, ale hlas Patty je mužnější, zatímco hlas Selmy je o něco sladší. Kavnerová také propůjčila hlasy všem dalším ženským členům rodiny Bouvierových, včetně Marginy matky Jacqueline, pratety Gladys a nejmenované babičky, která byla k vidění v 6. řadě v dílu Strach z létání.
Zatímco členové štábu a herci se o Kavnerové zmiňovali jako o hluboké fanynce seriálu a postav, které namluvila, část Kavnerové smlouvy říká, že nikdy nebude muset propagovat Simpsonovy na videu, ani nepředvedla hlas Marge na veřejnosti, protože podle ní publicita „ničí iluzi“. „Lidé mají pocit, že jsou to skuteční lidé,“ uvedla. Kavnerová bere nahrávání vážně a má pocit, že hlasové herectví je „trochu více omezující než živé hraní. A s pohybem své postavy nemám nic společného.“ Nancy Cartwrightová, která namluvila Barta Simpsona, ve své knize My Life as a 10-Year-Old Boy uvedla, že Kavnerová je vřelý člověk, který je „pracovním koněm herce“ s „mimořádnou profesionalitou a tichou pracovní morálkou“, a poznamenává, že na natáčení málokdy chodí pozdě. Kavnerová má v souvislosti s prací na seriálu pouze jeden zaznamenaný rozhovor z roku 1992, v němž Marge popisuje jako „úžasnou osobu“ se „skvělým sexuálním životem“.
Až do roku 1998 dostávala Kavnerová za každou epizodu 30 000 dolarů. Během sporu o plat v roce 1998 společnost Fox pohrozila, že nahradí šest hlavních dabérů novými herci, a zašla tak daleko, že se chystala obsadit nové hlasy. Spor byl nicméně brzy vyřešen a Kavnerová dostávala 125 000 dolarů za epizodu až do roku 2004, kdy dabéři požadovali, aby jim bylo vypláceno 360 000 dolarů za epizodu. Problém byl vyřešen o měsíc později a Kavnerová vydělávala 250 000 dolarů za epizodu. Po opětovném vyjednávání o platech v roce 2008 dostávali dabéři přibližně 400 000 dolarů za epizodu. O tři roky později, kdy společnost Fox hrozila zrušením seriálu, pokud nebudou sníženy výrobní náklady, Kavnerová a ostatní herci přijali snížení platu o 30 %, tedy na něco málo přes 300 000 dolarů za epizodu.
Na 44. ročníku udílení cen Primetime Emmy získala Kavnerová cenu Primetime Emmy za vynikající hlasový výkon za namluvení Marge v dílu 3. řady Jak jsem si bral Marge. V roce 2004 Kavnerová a Dan Castellaneta získali cenu Young Artist Award za nejoblíbenější rodiče v televizním seriálu. Za svůj výkon v Simpsonových ve filmu byla Kavnerová nominována na Annie Awards 2007 za nejlepší hlasový výkon v animovaném filmu, ale cenu získal Ian Holm za film Ratatouille. Emotivní výkon Kavnerové ve filmu získal pozitivní recenze a jeden kritik řekl, že „podala zřejmě nejprocítěnější výkon, jaký se kdy ocitl ve filmu založeném na neuctivém kresleném filmu“. Některé scény ve filmu, jako například Margina emotivní videozpráva Homerovi, byly nahrány více než stokrát, což Kavnerovou vyčerpalo.

### Další kariéra
Mnoho rolí Kavnerové popsala redaktorka The New York Times Hilary de Vriesová jako „ženu, která je podpůrná, sympatická nebo sebeironická a vtipná“. Kavnerová začala hraním takových rolí pohrdat a říká: „Pokud to zavání Brendou Morgensternovou, tak tu práci nevezmu.“. Ve filmu Čas probuzení, jenž byl nominován na Oscara, si zahrála vedlejší roli Eleanor Costellové, zdravotní sestry, která se spřátelí s postavou Robina Williamse. Kavnerová při přípravě na roli vedla rozhovory s několika zdravotními sestrami a režisérka filmu Penny Marshallová Kavnerovou popsala jako „nenáročnou herečku. (…) Nikdy se nemusíte starat o to, abyste (jí) dali příběh v pozadí jejích postav.“ V roce 1992 Kavnerová hrála ve filmu This Is My Life, což byla její první hlavní role v celovečerním filmu. Kavnerová hrála Dottie Ingelsovou, začínající stand-up komičku, která začne zanedbávat svou rodinu, když se její kariéra začne rozjíždět. Kavnerová popsala Dottie jako „opravdu sobeckou“, ale přiznala: „Právě proto se mi ta role líbila.“. Kavnerová byla požádána, aby ve filmu hrála postavu s menší rolí, ale Joe Roth, v té době předseda představenstva společnosti 20th Century Fox, navrhl, aby do hlavní role obsadili méně známou herečku. Nora Ephronová, autorka scénáře filmu This Is My Life, řekla, že Kavnerová „má tak málo ješitnosti, že je to až šokující. Nejenže jako herečka nemá žádné nároky (…), ale pro postavu udělá cokoli, pokud jí to dává smysl.“.
Kavnerová se často objevuje ve filmech Woodyho Allena, má za sebou role ve filmech Hana a její sestry (1986), Zlaté časy rádia (1987), Povídky z New Yorku (1989), Alice (1990), Stíny a mlha (1991), Nepijte vodu (1994) a Pozor na Harryho (1997). Allen ji popsal jako „přirozeně zábavnou osobu. Když dělá nějakou scénu, posloucháte ji a díváte se na ni, a prizma, kterým je to všechno filtrováno, je vtipné.“ Kavnerová ho považuje za „opravdového filmaře, který má co říct, neustále experimentuje s různými tématy v rámci své vlastní filmové tvorby“ a dodává, že „cokoli (Allen) kdy natočí, chci vždycky dělat, (…) ani to nemusím číst“.
Hlasově se podílela na filmech jako Lví král 3: Hakuna Matata, Dolittle a na nepřehlédnutelné roli hlasatelky ve filmu Procházka po Měsíci, byla obsazena do role matky postavy Adama Sandlera ve filmu Klik – život na dálkové ovládání, uvedeném do kin v roce 2006, spolupracovala také s Tracey Ullmanovou v komediálním skečovém seriálu HBO Tracey Takes On…

## Osobní život
Kavnerová je Židovka, narodila se a vyrostla v jižní Kalifornii, ale do roku 1992 se usadila na Manhattanu v New Yorku, vede soukromý, „téměř samotářský“ život, „diskrétní a střežený nad rámec obvyklé rutiny zdrženlivé hvězdy“. Na veřejnosti se objevuje jen zřídka a odmítá se nechat fotografovat při práci, zejména ve studiu při natáčení seriálu Simpsonovi. Jejím partnerem je producent v důchodu David Davis; žijí spolu od roku 1976. V roce 1983 bylo v časopise Current Biography uvedeno, že Kavnerová je vášnivou sportovkyní a pescetariánkou.
V rozhovoru pro The New York Times v roce 1992 Kavnerová řekla, že uvažuje o odchodu do důchodu, „kromě toho, že bude dělat tři dny v roce pro Woodyho“ Allena, ale má pocit, že pokud odejde do důchodu, dostane scénář, který chce „dělat víc než sám život“.

## Filmografie

### Film
| Rok  | Název                            | Role                                               |
| ---- | -------------------------------- | -------------------------------------------------- |
| 1982 | National Lampoon a kino          | paní Falconeová                                    |
| 1985 | Trpká pilulka                    | Cookie Katzová                                     |
| 1986 | Hana a její sestry               | Gail                                               |
| 1987 | Zlaté časy rádia                 | matka                                              |
| 1987 | Vzdávám se                       | Ronnie                                             |
| 1989 | Povídky z New Yorku              | Treva                                              |
| 1990 | Čas probuzení                    | Eleanor Costellová                                 |
| 1990 | Alice                            | dekoratérka                                        |
| 1991 | Stíny a mlha                     | Alma                                               |
| 1992 | This Is My Life                  | Dottie Ingelsová                                   |
| 1994 | Princezna                        | Nan Mulhanneyová                                   |
| 1995 | Forget Paris                     | Lucy                                               |
| 1997 | Pozor na Harryho                 | Grace                                              |
| 1998 | Dr. Dolittle                     | holubice (hlas)                                    |
| 1999 | Judy Berlin                      | Marie                                              |
| 1999 | Procházka po Měsíci              | hlasatelka                                         |
| 1999 | Story of a Bad Boy               | Elaine                                             |
| 2001 | Animální přitažlivost            | chlupaté zvíře                                     |
| 2004 | Barn Red                         |                                                    |
| 2004 | Lví král 3: Hakuna Matata        | Ma (hlas)                                          |
| 2006 | Klik – život na dálkové ovládání | Trudy Newmanová                                    |
| 2007 | Simpsonovi ve filmu              | Marge Simpsonová, Patty a Selma Bouvierovy (hlasy) |

### Televize
| Rok        | Název                                             | Role                                                    | Poznámky                        |
| ---------- | ------------------------------------------------- | ------------------------------------------------------- | ------------------------------- |
| 1974–1978  | Rhoda                                             | Brenda Morgensternová                                   | 110 dílů                        |
| 1975       | The ABC Afternoon Playbreak                       | Jane Darwinová                                          | Díl: The Girl Who Couldn't Lose |
| 1975       | Katherine                                         | Margot Weiss Goldmanová                                 | televizní film                  |
| 1975       | Petrocelli                                        | Julie                                                   | Díl: To See No Evil             |
| 1976       | Bert D'Angelo/Superstar                           | Billy Gordonová                                         | Díl: The Brown Horse Connection |
| 1977       | Lou Grant                                         | Alice                                                   | Díl: Housewarming               |
| 1979       | No Other Love                                     | Janet Michaelsová                                       | televizní film                  |
| 1980       | Revenge of the Stepford Wives                     | Megan Bradyová                                          | televizní film                  |
| 1980       | Taxi                                              | Monica Banta Douglas                                    | Díl: Tony's Sister and Jim      |
| 1983       | A Fine Romance                                    | Laura Prescottová                                       | televizní film                  |
| 1987–1990  | The Tracey Ullman Show                            | různé postavy                                           | 43 dílů                         |
| 1989–dosud | Simpsonovi                                        | Marge Simpsonová, Patty a Selma Bouvierovy, další hlasy | hlavní role                     |
| 1990       | 42. ročník udílení televizních cen Primetime Emmy | Marge Simpsonová (hlas)                                 | televizní speciál               |
| 1991       | Sibs                                              | Julia                                                   | Díl: Honey, I Shrunk My Head    |
| 1991       | To the Moon, Alice                                | producentka sitcomu                                     | televizní film                  |
| 1994       | Birdland                                          | Madeline Diamondová                                     | Díl: Grand Delusion             |
| 1994       | Nepijte vodu                                      | Marion Hollanderová                                     | televizní film                  |
| 1996       | Jake's Women                                      | Karen                                                   | televizní film                  |
| 1996–1999  | Tracey Takes On…                                  | různé postavy                                           | 14 dílů                         |
| 2014       | Griffinovi                                        | Marge Simpsonová, Patty a Selma Bouvierovy (hlasy)      | Díl: Griffinovi ve Springfieldu |
| 2015       | Noční show Davida Lettermana                      | Marge Simpsonová (hlas)                                 | Díl: Final Show                 |

### Videohry
| Rok  | Název                             | Role                                       |
| ---- | --------------------------------- | ------------------------------------------ |
| 1991 | The Simpsons Arcade Game          | Marge Simpsonová                           |
| 1994 | Storybook Weaver                  | pták Mayzie                                |
| 1996 | The Simpsons Cartoon Studio       | Marge Simpsonová                           |
| 1997 | The Simpsons: Virtual Springfield | Marge Simpsonová, Patty a Selma Bouvierovy |
| 1999 | The Simpsons Bowling              | Marge Simpsonová, Patty a Selma Bouvierovy |
| 2001 | The Simpsons Wrestling            | Marge Simpsonová                           |
| 2001 | The Simpsons: Road Rage           | Marge Simpsonová                           |
| 2002 | The Simpsons Skateboarding        | Marge Simpsonová                           |
| 2003 | The Simpsons: Hit & Run           | Marge Simpsonová, Patty a Selma Bouvierovy |
| 2004 | Storybook Weaver Deluxe           | pták Mayzie                                |
| 2007 | The Simpsons Game                 | Marge Simpsonová, Patty a Selma Bouvierovy |
| 2012 | The Simpsons: Tapped Out          | Marge Simpsonová, Patty a Selma Bouvierovy |

### Hudební videa
| Rok  | Píseň            | Role             | Umělec              |
| ---- | ---------------- | ---------------- | ------------------- |
| 1990 | „Do the Bartman“ | Marge Simpsonová | Nancy Cartwrightová |

### Zábavní parky
| Rok  | Název             | Role                                       |
| ---- | ----------------- | ------------------------------------------ |
| 2008 | The Simpsons Ride | Marge Simpsonová, Patty a Selma Bouvierovy |

## Ocenění
| Rok  | Ocenění             | Kategorie                                                         | Role                  | Seriál či film                     | Výsledek  |
| ---- | ------------------- | ----------------------------------------------------------------- | --------------------- | ---------------------------------- | --------- |
| 1975 | Cena Daytime Emmy   | Vynikající herečka v denním dramatickém speciálu                  | Jane Darwinová        | The Girl Who Couldn't Lose         | nominace  |
| 1975 | Cena Primetime Emmy | Vynikající herečka ve vedlejší roli v komediálním seriálu         | Brenda Morgensternová | Rhoda                              | nominace  |
| 1975 | Zlatý glóbus        | Nejlepší herečka ve vedlejší roli – televize                      | Brenda Morgensternová | Rhoda                              | nominace  |
| 1976 | Cena Primetime Emmy | Vynikající herečka ve vedlejší roli v komediálním seriálu         | Brenda Morgensternová | Rhoda                              | nominace  |
| 1976 | Zlatý glóbus        | Nejlepší herečka ve vedlejší roli – televize                      | Brenda Morgensternová | Rhoda                              | nominace  |
| 1977 | Cena Primetime Emmy | Vynikající herečka ve vedlejší roli v komediálním seriálu         | Brenda Morgensternová | Rhoda                              | nominace  |
| 1977 | Zlatý glóbus        | Nejlepší herečka ve vedlejší roli – televize                      | Brenda Morgensternová | Rhoda                              | nominace  |
| 1978 | Cena Primetime Emmy | Vynikající herečka ve vedlejší roli v komediálním seriálu         | Brenda Morgensternová | Rhoda                              | vítězství |
| 1978 | Zlatý glóbus        | Nejlepší televizní herečka ve vedlejší roli                       | Brenda Morgensternová | Rhoda                              | nominace  |
| 1987 | Cena Primetime Emmy | Vynikající individuální výkon ve varietním nebo hudebním programu | Různé                 | The Tracey Ullman Show             | nominace  |
| 1988 | Cena Primetime Emmy | Vynikající individuální výkon ve varietním nebo hudebním programu | Různé                 | The Tracey Ullman Show             | nominace  |
| 1989 | Cena Primetime Emmy | Vynikající individuální výkon ve varietním nebo hudebním programu | Různé                 | The Tracey Ullman Show             | nominace  |
| 1990 | Cena Primetime Emmy | Vynikající individuální výkon ve varietním nebo hudebním programu | Různé                 | The Tracey Ullman Show             | nominace  |
| 1992 | Cena Primetime Emmy | Vynikající hlasový projev                                         | Marge Simpsonová      | Simpsonovi: Jak jsem si bral Marge | vítězství |
| 2004 | Cena Young Artist   | Nejoblíbenější rodič v televizním seriálu                         | Marge Simpsonová      | Simpsonovi                         | vítězství |
| 2008 | Cena Annie          | Hlasový projev v animovaném filmu                                 | Marge Simpsonová      | Simpsonovi ve filmu                | nominace  |